# 纳塔莉·波特
纳塔莉·波特（英語：Natalie Porter，1980年12月16日—），生于墨尔本，澳大利亚女子篮球运动员。她曾代表澳大利亚国家队参加2004年夏季奥林匹克运动会篮球比赛，获得一枚银牌。